# John Mumford
John Mumford (* 12. April 1918; † 16. Juli 1999) war ein australischer Sprinter.
Bei den British Empire Games 1938 in Sydney gewann er Silber über 100 und 220 Yards und wurde Vierter über 440 Yards.
1937 wurde er Australischer Meister über 440 Yards.

## Persönliche Bestzeiten
- 220 Yards: 21,3 s, 10. Februar 1938, Sydney (entspricht 21,2 s über 200 m)
- 440 Yards: 48,3 s, 10. Februar 1938, Sydney (entspricht 48,0 s über 400 m)